# Coniaguis
Les Coniaguis sont une population d'Afrique de l'Ouest, vivant au Sénégal et en Guinée. Ils font partie du groupe Tenda, comme les Bassaris, les Badiaranké et les Bédiks, entre autres.
Le pays coniagui est situé au Nord-Ouest du Fouta Djallon, dans une région de basses collines. La localité principale est Koundara, chef-lieu de préfecture où les Coniaguis sont désormais minoritaires. Les Coniaguis émigrent aussi vers les centres urbains de Guinée et du Sénégal, ne restant majoritaires que dans une région géographiquement très restreinte, dite « territoire des Coniagui » ou « canton Coniagui » de la subdivision de Youkounkoun, soit autour de l'actuelle sous-préfecture de Youkounkoun.

## Ethnonymie
Selon les sources et le contexte, on rencontre différents ethnonymes : Avoene, Awoen, Awoene, Awohe, Awouhen, Azen, Azene, Cogniagui, Conhague,  Coniagui, Koniagui, Tenda Dounka, Wonyadiji.

## Langue
Leur langue est le coniagui (ou wamey), une langue tenda. Le nombre total de locuteurs a été estimé à 23 670 individus, dont 18 400 au Sénégal (en 2007) et 5 270 en Guinée (en 2001).

## Population
En 1955, selon l'ethnographe Monique de Lestrange : « le territoire des Coniagui[s] est peuplé seulement de Coniagui[s] : 10 500 personnes [approximativement] sur un territoire d'environ 300 km2, entre les 13° 2' et 13° 11' de longitude O. et les 12° 27' et 12° 40' de latitude N. ».
Selon le recensement de 1988, les Coniaguis au Sénégal étaient de 1 119 personnes, sur une population sénégalaise totale estimée à 6 773 417 habitants, soit 0,02 % de l'ensemble.

### Filmographie
- Cognagui : la voie des ancêtres, film documentaire de Patrice Landes, L'Harmattan, Landes Production, Paris, 2008, 49 min (DVD)